# Шмидт, Иоганн Адам
Иоганн Адам Шмидт (нем. Johann Adam Schmidt; 12 октября 1759, Ауб под Вюрцбургом — 19 февраля 1809, Вена) — немецкий медик, хирург и офтальмолог.

## Биография
Иоганн Адам Шмидт учился в вюрцбургской хирургической школе, в 1778 году переехал в Прагу и участвовал в звании унтер-хирурга баварской армии в Войне за баварское наследство. Продолжил учёбу у Йозефа Барта в Вене, выучился на офтальмолога. В 1789 году защитил докторскую диссертацию, получил звание профессора Венской академии Йозефинум в 1795 году.
Шмидт опубликовал несколько медицинских трудов, в том числе Über Nachstaar und Iritis nach Staaroperationen в 1801 году. В 1802 году вместе с Карлом Густавом Гимли основал «Офтальмологическую библиотеку», первое немецкоязычное издание по офтальмологии.
В 1801—1809 годах Шмидт стал лечащим врачом Людвига ван Бетховена. Ему композитор посвятил своё трио для фортепьяно.

## Труды
- Rede zum Andenken des k. k. Rathes und Professors Dr. J. N. Hunczovsky. Gehalten im Hörsale der k. k. medic. chirurg. Josephs-Akademie, als sie in voller Versammlung sein Todtengedächtniß feyerte, Wien: Rötzel 1798 ().
- Über Nachstaar und Iritis nach Staaroperationen, Wien: Camesina, 1801 ().
- Ueber die Wortbegriffe Curiren und Heilen, in: Gesundheits Taschenbuch für das Jahr 1801, Wien 1801, S. 113—135 ().
- Direkte Kuren durch Triplicität, oder: die hellsehende Blondine, in: Gesundheits Taschenbuch für das Jahr 1802, Wien 1802, S. 30-43 ().
- Ophthalmologische Bibliothek, Zeitschrift, Jena 1802—1807.
- Beyträge zu den Resultaten der Versuche mit der Salpetersäure bey primitiven und secundären syphil. Krankheitsformen, Wien: Camesina, 1802.
- Über die Krankheiten des Thränenorgans, Wien: Geistinger, 1803 ().
- Prolegomena zur Syphilidoklinik, Wien: Geistinger, 1803 ().
- Handschriftlich hinterlassenes Lehrbuch der Materia medica, hrsg. von Wilhelm Joseph Schmitt, Wien: Kupffer & Wimmer, 1811 ().
- Vorlesungen über die syphilitische Krankheit und ihre Gestalten. Abgedruckt nach dem Manuscripte des Verfassers, Wien: Kupffer & Wimmer, 1812 ().